# Fält (datastruktur)
Fält, uppställning eller tabell (eng. array) är, inom datavetenskap, en datastruktur som består av en samling av element (av en viss storlek och ofta samma datatyp), som identifieras med ett eller flera heltals-index och lagrade i ett sammanhängande minnesblock så att adressen till varje element enkelt kan räknas ut från dess index. En uppställnings sägs så vara indexerbar. Till exempel, en uppställning som innehåller 10 värden, där varje värde upptar 4 byte minne, med index från 0 till 9 skulle kunna lagras på minnesadresserna 4000, 4004, 4008, … och 4036, så att varje elements adress kan beräknas med formeln {\displaystyle 4000+4\cdot i}.
Uppställning är motsvarigheten till de matematiska begreppen vektor, matris och tensor och därför kallas ofta ett fält med ett eller två index för en vektor respektive matris.